# Serrat de Ramoneda
El Serrat de Ramoneda és una serra situada al municipis de la Baronia de Rialb a la comarca de la Noguera i el de Peramola a la comarca de l'Alt Urgell, amb una elevació màxima de 876 metres.